# Andreas Hemberger
Andreas Hemberger (* 4. Februar 1876 im Königreich Bayern; † 9. Juni 1946 in Wien) war ein deutsch-österreichischer Journalist, Schriftsteller und Dramaturg.

## Leben und Wirken
Andreas Hemberger wurde am 4. Februar 1876 im Königreich Bayern geboren und studierte nach abgeschlossener Schulausbildung Philosophie, Geschichte und Nationalökonomie, ehe er in den Jahren 1897 bis 1919 Redakteur und Chefredakteur diverser deutscher Zeitungen (darunter die Frankfurter Zeitung) war. Bereits im Jahre 1895 hatte er im Münchner Boten erste Beiträge verfasst. 1906 übernahm er zusammen mit dem Buchdrucker Jakob Dohn die in Regensburg ansässige Buch- und Akzidenzdruckerei mit angeschlossenem Zeitungsverlag Ernst Reitmayr. 1919 wurde er Unterstaatssekretär in Österreich, ehe er zum Chefredakteur des Frankfurter General-Anzeiger ernannt wurde. Zumindest ab den frühen 1910er Jahren und bis 1938 leistete er jedoch auch Mitarbeit an diversen österreichischen (z. B. bei Die Neue Freie Presse) oder Schweizer Zeitungen (z. B. bei Neue Zürcher Zeitung). Bereits im Jahre 1912 schien er als Redaktionsverantwortlicher bei der Neuen Freien Presse auf. Bis zum Kriegsende war Hemberger verantwortlicher Redakteur der Neuen Freien Presse auf und erwarb in dieser Zeit auch die österreichische Staatsbürgerschaft.
Bald nach Kriegsende kehrte der nunmehrige Unterstaatssekretär Österreich den Rücken und kehrte nach Deutschland zurück, wo er, wie bereits erwähnt Chefredakteur des Frankfurter General-Anzeigers wurde. Hemberger, der zuletzt vorrangig für das Radio gearbeitet hatte und in den zeitgenössischen Medien als langjähriger Korrespondent des Central European Radio, dem Nachrichtendienst der Prager Presse, beschrieben wurde, war am 26. Juli 1934 in seiner Wohnung in Berlin verhaftet und zusammen mit seinen Kollegen in das Gefängnis des neugeschaffenen Gestapo-Amts in der Prinz-Albrecht-Straße gebracht worden. Von da ging es für Hemberger ins berüchtigte Columbia-Haus in Berlin-Kreuzberg. Am 28. Juli 1934 wurde Hemberger mitgeteilt, dass er, unter der Bedingung, das deutsche Hoheitsgebiet binnen acht Tagen zu verlassen, freigelassen werden könnte. Seine eigentlich Freilassung fand jedoch erst am 1. August 1934 statt, woraufhin er das Land binnen drei Tagen zu verlassen hatte. Nur einen Monat nach seiner Freilassung schien er bereits als verantwortlicher Redakteur bei der österreichischen Tageszeitung Der Wiener Tag auf und war dort selbst vorrangig mit außenpolitischen Themen befasst.
Noch vor dem Anschluss Österreichs war er in Wien zuletzt in leitender Stellung bei Die Stunde des Herausgebers Imre Békessy und Der Wiener Tag, dort bis zuletzt als verantwortlicher Schriftleiter, tätig gewesen. Als nach dem Anschluss die Redaktion durch die Nationalsozialisten geschlossen und die Zeitung verboten wurde, wurde Hemberger, wie auch ein Großteil seiner Kollegen, von der Gestapo verhaftet und kam für drei Monate ins Gefängnis, wobei hingegen einige seiner Kollegen ins KZ Buchenwald deportiert wurden. Laut seinen autobiographischen Angaben hatte Hemberger in weiterer Folge zwei Jahre Berufsverbot und war offiziell von 1942 bis 1945 freier Redakteur des Neues Wiener Tagblatts. Nach anderen Angaben war er bereits ab 1939 illegal als Redakteur tätig und um 1940/41 Schriftleiter des Tagblatts. Seine Tätigkeit bei genannter Zeitung im Jahr 1939 wird unter anderem durch den Beitrag Armer Leutnant Hobson. Das Kußopfer des Krieges von Kuba, den er für die am 14. Juli 1939 erschienene Wochen-Ausgabe des Neuen Wiener Tagblatts geschrieben hatte, belegt. Bereits um das Jahr 1921 hatte Hemberger erste Beiträge im Neuen Wiener Tagblatt veröffentlicht. Während des Zweiten Weltkrieges verfasste Hemberger auch Beiträge für andere namhafte Zeitungen, wie etwa die Kleine Volks-Zeitung, die Banater Deutsche Zeitung oder die Oberdonau-Zeitung. Nach dem Zweiten Weltkrieg wurde er leitender Redakteur beim Wiener Kurier, bei dem er bereits in der ersten Ausgabe, die am 27. August 1945 erschien, als verantwortlicher Redakteur aufschien. Auch für diese Zeitung schrieb Hemberger Beiträge zu außenpolitischen Themen. Erster Chefredakteur war Oskar Maurus Fontana, der jedoch aufgrund eines „pan germanistischen“ Artikels in der NS-Zeitschrift „Das Reich“ ab 14. Februar 1946 fristlos entlassen wurde. Ihm folgte der US-Amerikaner Henoric J. Burns.
Neben seiner journalistischen Tätigkeit war er bereits ab den 1910er Jahren auch auf schriftstellerischer Ebene aktiv und schrieb vor allem Erzählungen und dramatische Romane. Auch einige Jugendbücher hatte Hemberger im Laufe seines Lebens verfasst. Nachdem er bereits im Jahre 1913 die beiden Bände Illustrierte Geschichte des Balkankrieges 1912/13, in denen er die beiden Balkankriege (1912/13) thematisierte, herausgebracht hatte, wurde ab dem Jahr 1914 über den Wiener A. Hartleben’s Verlag seine fortlaufende Sammlung Der europäische Krieg. Historische Darstellung der Kriegsereignisse von 1914 – … ab dem Beginn des Ersten Weltkriegs veröffentlicht. Die Heftesammlung wurde immer wieder aktualisiert, sodass zu Kriegsende fast 100 Hefte veröffentlicht worden waren, die im Laufe des Krieges auch zusammengefasst als zu Büchern gebundene Exemplare erschienen (Band 1: 1914, Band 2: 1915, Band 3: 1916, Band 4: 1917 und Band 5: 1918). Über die genaue Anzahl an erschienen Heften ist nichts Näheres bekannt. Die bis Jänner 1919 erschienene Danzers Armee-Zeitung etwa vermeldete kurz vor Kriegsende am 10. Oktober 1918, dass bis zu diesem Zeitpunkt bereits das 95. Heft erschienen sei und man in diesem mit der Handlung bis zum September 1917 vorgesprungen sei. Ob über das restliche Kriegsjahr ebenfalls noch einzelne Hefte herausgekommen sind oder ob diese ausschließlich im letzten Buchband zusammengefasst worden sind, ist leider nicht näher bekannt.
Im Herbst 1922 kam über den Leonhardt-Verlag Hembergers Roman Zirkus Wien. Der Fehltritt des Herrn Hofrates Kneidinger heraus. In den 1920er Jahren schrieb er auch Beiträge, die in Oesterreich-Deutschland, dem Zentralorgan des Österreichisch-deutschen Volksbunds (ÖDV), erschienen. In den 1930er Jahren brachte er die Jugendbücher Der Katzenpeter (2. Auflage: 1953), Das Mädchen und der Landstreicher (1933), Peter an der Hobelbank (1934) und Mena und die Marionetten (1936), sowie die Erzählung Barabbas. Erzählung aus der Zeit Christi (1936) heraus. Im März 1941 folgte sein Alt-Wiener Roman Baronette Antoinette in der Volks-Woche. Darüber hinaus trat er auch als Dramaturg in Erscheinung. Sein Drama Das Tor der Hoffnung hatte im Sommer 1922 im Rahmen der Festspiele in Frankfurt am Main (bzw. beim Kastell Saalburg bei Bad Homburg) seine Uraufführung.
Weniger als ein Jahr nachdem er seine Tätigkeit beim Wiener Kurier begonnen hatte und nachdem er seinen 70. Geburtstag sowie sein 50-jähriges Berufsjubiläum gefeiert hatte, starb Hemberger nach längerer Krankheit am Abend des 9. Juni 1946 – laut anderen Quellen fälschlicherweise am Abend des 10. Juni – in Wien. Nachdem er schon längere Zeit an einer heimtückischen Krankheit gelitten hatte, die eine Operation nötig gemacht hatte, starb Hemberger daraufhin an den Folgen einer aufgetretenen Lungenentzündung. Er hinterließ seine Ehefrau Marie, sowie seine Kinder und Enkelkinder. Die Beerdigung fand am 14. Juni 1946 auf dem Döblinger Friedhof statt (Gruppe: 25, Reihe: 2, Nummer: 17); die Seelenmesse fand vier Tage später in der St.-Thaddäus-Kirche in Wien-Döbling statt. Nicht einmal zwei Wochen nach seinem Ableben wurde mit Denk’ es, o Seele… ein letzter Beitrag Hembergers im Wiener Kurier veröffentlicht. Sein Nachlass gilt heute als verschollen.

## Werke (Auswahl)
- 1913: Illustrierte Geschichte des Balkankrieges 1912/13 (2 Bände)
- 1914: Der europäische Krieg. Historische Darstellung der Kriegsereignisse von 1914 (rund 100 Hefte (?); später 5 Bände)
- 1922: Zirkus Wien. Der Fehltritt des Herrn Hofrates Kneidinger
- 1932: Der Katzenpeter (2. Auflage, 1953)
- 1933: Das Mädchen und der Landstreicher
- 1934: Peter an der Hobelbank
- 1936: Mena und die Marionetten
- 1936: Barabbas. Erzählung aus der Zeit Christi
- 1941: Baronette Antoinette in der Volks-Woche

### Als Dramaturg
- 1922: Das Tor der Hoffnung